# Bahuni
Bahuni (nep. बाहुनी) – gaun wikas samiti we wschodniej części Nepalu w strefie Kośi w dystrykcie Morang. Według nepalskiego spisu powszechnego z 2001 roku liczył on 2461 gospodarstw domowych i 12277 mieszkańców (6319 kobiet i 5958 mężczyzn).